# Canottaggio ai XII Giochi del Mediterraneo
Il programma di canottaggio ai XII Giochi del Mediterraneo di Linguadoca-Rossiglione 1993 ha previsto 6 gare, tutte maschili.

## Podi

### Uomini
| Evento            | Oro                                                                          | Perform. | Argento                                                                  | Perform. | Bronzo                                                                     | Perform. |
| Singolo           | Italia Giovanni Calabrese                                                    | 3.35.05  | Francia Vincent Lepvraud                                                 | 3.35.77  | Turchia Murat Türker                                                       | 3.42.74  |
| Due di coppia     | Francia Samuel Barathay Yves Lamarque                                        | 3.10.69  | Spagna Jose Antonio Merin Melquidaes Verduras                            | 3.11.92  | Italia Riccardo Nannipieri Michele Quercioli                               | 3.17.02  |
| Due senza         | Francia Marc Lanoy Vincent Maliszewski                                       | 3.19.90  | Slovenia Iztok Čop Denis Žvegelj                                         | 3.20.06  | Croazia Zlatko Buzina Marko Perinovic                                      | 3.23.15  |
| Due con           | Francia Jean Paul Vergnes Yannick Schulte Jean Pierre Huguet Balent          | 3.30.16  | Italia Carmine Abbagnale Giuseppe Abbagnale Giuseppe Di Capua            | 3.31.40  | Croazia Tihomir Frankovic Igor Boraska Zoran Adamovic                      | 3.34.82  |
| Quattro senza     | Francia Jean Christophe Rolland Michel Andrieux Philippe Lot Daniel Fauche   | 3.02.32  | Italia Carmine La Mura Riccardo De Rossi Raffaello Leonardo Walter Molea | 3.04.97  | Croazia Igor Velimirovic Sead Marusic Ninoslav Saraga Marko Banovic        | 3.07.65  |
| Quattro di coppia | Italia Gianluca Farina Massimo Paradiso Alessandro Corona Rossano Galtarossa | 2.57.06  | Francia Fabrice Leclerc Frederic Kowal Ikhlef Ben Okba Luc Cattaneo      | 3.00.06  | Spagna Bruno Lopez Juan Carlos Saez Melquiades Verduras Jose Antonio Merin | 3.00.83  |

## Medagliere
| Posizione | Paese    |   |   |   | Totale |
| --------- | -------- | - | - | - | ------ |
| 1         | Francia  | 4 | 2 | 0 | 6      |
| 2         | Italia   | 2 | 2 | 1 | 5      |
| 3         | Spagna   | 0 | 1 | 1 | 2      |
| 4         | Slovenia | 0 | 1 | 0 | 1      |
| 3         | Croazia  | 0 | 0 | 3 | 3      |
| 4         | Turchia  | 0 | 0 | 1 | 1      |
| Totale    | Totale   | 6 | 6 | 6 | 18     |